# Nuoto ai campionati europei di nuoto 2022 - 100 metri rana maschili
La gara dei 100 metri rana maschili dei campionati europei di nuoto 2022 si è svolta l'11 e il 12 agosto 2022. Al mattino dell'11 agosto si sono svolte le batterie e lo spareggio e nel pomeriggio le semifinali, mentre la finale si è disputata nel pomeriggio del 12 agosto.

## Podio
| Pos.    | Atleta             | Nazione  |
| ------- | ------------------ | -------- |
| Oro     | Nicolò Martinenghi | Italia   |
| Argento | Federico Poggio    | Italia   |
| Bronzo  | Andrius Šidlauskas | Lituania |

## Record
Prima della manifestazione il record del mondo (RM), il record europeo (EU) e il record dei campionati (RC) erano i seguenti.
|  | 56"88 | Adam Peaty | 21 luglio 2019 Gwangju |
|  | 56"88 | Adam Peaty | 21 luglio 2019 Gwangju |
|  | 57"10 | Adam Peaty | 4 agosto 2018 Glasgow  |

Durante la competizione non sono stati migliorati record.

## Risultati

### Batterie
| Pos. | Batteria | Corsia | Atleta                | Nazionalità | Tempo    | Note |
| ---- | -------- | ------ | --------------------- | ----------- | -------- | ---- |
| 1    | 4        | 4      | Nicolò Martinenghi    | Italia      | 59"08    | Q    |
| 2    | 5        | 4      | Arno Kamminga         | Paesi Bassi | 59"32    | Q    |
| 3    | 3        | 5      | Federico Poggio       | Italia      | 59"49    | Q    |
| 4    | 5        | 2      | Valentin Bayer        | Austria     | 59"76    | Q    |
| 5    | 5        | 5      | Andrius Šidlauskas    | Lituania    | 1'00"17  | Q    |
| 6    | 3        | 6      | Simone Cerasuolo      | Italia      | 1'00"51  |      |
| 7    | 3        | 4      | James Wilby           | Regno Unito | 1'00"62  | Q    |
| 8    | 5        | 3      | Matti Mattsson        | Finlandia   | 1'00"68  | Q    |
| 9    | 4        | 6      | Andrea Castello       | Italia      | 1'00"72  |      |
| 10   | 4        | 2      | Darragh Greene        | Irlanda     | 1'00"75  | Q    |
| 11   | 4        | 5      | Lucas Matzerath       | Germania    | 1'00"83  | Q    |
| 12   | 3        | 3      | Bernhard Reitshammer  | Austria     | 1'00"86  | Q    |
| 13   | 3        | 2      | Volodymyr Lisovets    | Ucraina     | 1'00"88  | Q    |
| 14   | 5        | 1      | Antoine Viquerat      | Francia     | 1'00"90  | Q    |
| 15   | 4        | 1      | Dawid Wiekiera        | Polonia     | 1'01"09  | Q    |
| 16   | 5        | 6      | Gregory Butler        | Regno Unito | 1'01"11  | Q    |
| 17   | 4        | 8      | Lyubomir Epitropov    | Bulgaria    | 1'01"20  | Q    |
| 18   | 5        | 7      | Kristian Pitshugin    | Israele     | 1'01"34  | S    |
| 18   | 5        | 0      | Matěj Zábojník        | Rep. Ceca   | 1'01"34  | S    |
| 20   | 4        | 7      | Daniel Räisänen       | Svezia      | 1'01"35  |      |
| 21   | 5        | 8      | Christopher Rothbauer | Austria     | 1'01"38  |      |
| 22   | 3        | 1      | Tonislav Sabev        | Bulgaria    | 1'01"39  |      |
| 23   | 2        | 2      | Maksym Ovchinnikov    | Ucraina     | 1'01"42  |      |
| 24   | 4        | 3      | Eoin Corby            | Irlanda     | 1'01"47  |      |
| 25   | 3        | 8      | Carl Aitkaci          | Francia     | 1'01"63  |      |
| 25   | 3        | 7      | Jan Kozakiewicz       | Polonia     | 1'01"63  |      |
| 27   | 4        | 9      | Arkadios Aspougalis   | Grecia      | 1'01"93  |      |
| 28   | 2        | 7      | Olli Kokko            | Finlandia   | 1:'01"94 |      |
| 29   | 2        | 4      | Christoffer Haarsaker | Norvegia    | 1'02"39  |      |
| 30   | 5        | 9      | Luka Mladenovic       | Austria     | 1'02"46  |      |
| 31   | 2        | 5      | Bartosz Skóra         | Polonia     | 1'02"57  |      |
| 32   | 2        | 8      | David Kyzymenko       | Ucraina     | 1'02"59  |      |
| 33   | 2        | 3      | Uroš Živanović        | Serbia      | 1'03"00  |      |
| 34   | 3        | 0      | Aleksas Savickas      | Lituania    | 1'03"04  |      |
| 34   | 4        | 0      | Savvas Thomoglou      | Grecia      | 1'03"04  |      |
| 36   | 3        | 9      | Maksym Tkachuk        | Ucraina     | 1'03"07  |      |
| 37   | 2        | 0      | Daniils Bobrovs       | Lettonia    | 1'03"21  |      |
| 38   | 1        | 6      | Emil Hassling         | Svezia      | 1'03"31  |      |
| 39   | 2        | 9      | Constantin Malachi    | Moldavia    | 1'03"36  |      |
| 40   | 2        | 6      | Panayiotis Panaretos  | Cipro       | 1'03"42  |      |
| 41   | 1        | 5      | Giacomo Casadei       | San Marino  | 1'03"90  |      |
| 42   | 1        | 4      | Denis Svet            | Moldavia    | 1'03"98  |      |
| 43   | 1        | 3      | Luka Eradze           | Georgia     | 1'05"75  |      |
| 44   | 2        | 1      | Jørgen Bråthen        | Norvegia    | 1'08"45  |      |
| 45   | 1        | 2      | Even Qarri            | Albania     | 1'09"19  |      |
| 46   | 1        | 7      | Endi Kola             | Albania     | 1'12"67  |      |

### Spareggio
| Pos. | Corsia | Atleta             | Nazionalità | Tempo   | Note |
| ---- | ------ | ------------------ | ----------- | ------- | ---- |
| 1    | 5      | Matěj Zábojník     | Rep. Ceca   | 1'00"63 | Q    |
| 2    | 4      | Kristian Pitshugin | Israele     | 1'00"99 |      |

### Semifinali

#### Semifinale 1
| Pos. | Corsia | Atleta               | Nazionalità  | Tempo   | Note |
| ---- | ------ | -------------------- | ------------ | ------- | ---- |
| 1    | 4      | Arno Kamminga        | Paesi Bassi  | 59"29   | Q    |
| 2    | 5      | Valentin Bayer       | Austria      | 59"59   | Q    |
| 3    | 2      | Bernhard Reitshammer | Austria      | 1'00"08 | Q    |
| 4    | 3      | James Wilby          | Regno Unito  | 1'00"26 | Q    |
| 5    | 7      | Antoine Viquerat     | Francia      | 1'00"61 |      |
| 6    | 8      | Matěj Zábojník       | Rep. Ceca    | 1'00"84 |      |
| 7    | 1      | Gregory Butler       | Regno Unito  | 1'01"25 |      |
| 8    | 6      | Darragh Greene       | Template:ILR | 1'01"39 |      |

#### Semifinale 2
| Pos. | Corsia | Atleta             | Nazionalità | Tempo   | Note |
| ---- | ------ | ------------------ | ----------- | ------- | ---- |
| 1    | 4      | Nicolò Martinenghi | Italia      | 58"44   | Q    |
| 2    | 3      | Andrius Šidlauskas | Lituania    | 59"45   | Q    |
| 3    | 5      | Federico Poggio    | Italia      | 59"66   | Q    |
| 4    | 2      | Lucas Matzerath    | Germania    | 1'00"18 | Q    |
| 5    | 1      | Dawid Wiekiera     | Polonia     | 1'00"49 |      |
| 6    | 6      | Matti Mattsson     | Finlandia   | 1'00"64 |      |
| 7    | 8      | Lyubomir Epitropov | Bulgaria    | 1'01"02 |      |
| 8    | 7      | Volodymyr Lisovets | Ucraina     | 1'01"21 |      |

### Finale
| Pos. | Corsia | Atleta               | Nazionalità | Tempo   | Note |
| ---- | ------ | -------------------- | ----------- | ------- | ---- |
|      | 4      | Nicolò Martinenghi   | Italia      | 58"26   |      |
|      | 2      | Federico Poggio      | Italia      | 58"98   |      |
|      | 3      | Andrius Šidlauskas   | Lituania    | 59"50   |      |
| 4    | 6      | Valentin Bayer       | Austria     | 59"54   |      |
| 5    | 8      | James Wilby          | Regno Unito | 59"54   |      |
| 6    | 1      | Lucas Matzerath      | Germania    | 59"64   |      |
| 7    | 5      | Arno Kamminga        | Paesi Bassi | 59"68   |      |
| 8    | 7      | Bernhard Reitshammer | Austria     | 1'00"12 |      |